# Taliqua Clancyová
Taliqua Clancyová (* 25. června 1992 Kingaroy) je australská stříbrná olympijská medailistka v plážovém volejbalu. Je vysoká 189 cm a hraje na pozici blokařky. 
Narodila se v queenslandském městě Kingaroy v rodině pocházející z austrálského etnika Wulli Wulli. Jejím sportovním vzorem je Cathy Freemanová. Jako studentka se věnovala netbalu a šestkovému volejbalu, pak se zaměřila na plážový volejbal a od sedmnácti let se připravovala v Australian Institute of Sport v Adelaide.
Její první partnerkou byla Eliza Hynesová, s níž získala bronzové medaile na juniorském mistrovství světa v roce 2010 a 2012. Pak nastupovala ve dvojici s Louise Bawdenovou a v roce 2014 vyhrála mistrovství Asie. S Bawdenovou byla také čtvrtfinalistkou na mistrovství světa v plážovém volejbalu v roce 2015 i na olympiádě v Riu de Janeiru o rok později. Stala se první domorodou volejbalistkou, která reprezentovala Austrálii na olympiádě.
Od roku 2018 hrála s Mariafe Artachovou. Společně získaly stříbrnou medaili na Hrách Commonweatlthu 2018 a bronzovou medaili na finálovém turnaji FIVB Beach Volleyball World Tour. V roce 2019 získaly bronz na světovém šampionátu v Hamburku, kde v utkání o třetí místo porazily švýcarský pár Nina Betschartová a Tanja Hüberliová. Na tokijské olympiádě postoupily Clancyová s Artachovou až do finále, kde podlehly 0:2 na sety Američankám Rossové a Klinemanové. V roce 2022 skončila australská dvojice pátá na mistrovství světa, druhá na Hrách Commonwealthu a vyhrála turnaj Pro Tour v portugalském Espinhu. Na Letních olympijských hrách 2024 obsadily Clancyová a Artachová čtvrté místo, když jim v zápase o medaili vrátily Švýcarky porážku z MS 2019.
Po olympiádě Clancyová vyměnila Artachovou za novou spoluhráčku Georgii Johnsonovou. Působí také v komisi sportovců Australského olympijského výboru a v programu Wave of Change, zaměřeném na environmentální výchovu.